# 拉奈机场
拉奈机场也称纳土纳机场，是印度尼西亚廖内群岛省纳土纳群岛大纳土纳岛上一座军民合用机场，軍用部分稱拉登·薩賈德空軍基地在印尼空军编制中属于B型空军基地，机场同时也提供民航服务。
由于南海主权争端的存在，印尼政府决定扩建机场以容纳更大的军用飞机。新建的设施包括机库、仪表着陆系统、加油机库等，也驻扎了更多的军事人员。政府计划将机场跑道从2,560米延伸到3,000米，这将成为阻止外国船只进入印尼的威慑力量。
一座新的航站楼在2016年10月6日启用，印尼总统佐科·维多多主持启用仪式。

## 设施
拉奈机场海拔2（6英尺7英寸），拥有一条长宽2,560 m x 32 m、18/36方向的沥青铺装跑道，未来跑道将拓宽到45米。此外，机场也有一个120 m x 60 m的停机坪和一条50 m x 32 m的滑行道。
新建成的航站楼面积3,868平方米，是旧航站楼面积的数倍大，旧航站楼仅243平方米。新航站楼可以容纳每天385人次的客流。停车场面积5,020平方米，可以容纳154辆车和32辆摩托停放。

## 航空公司和目的地
| 航空公司   | 目的地   |
| ---------- | -------- |
| 三佛齐航空 | 巴淡岛   |
| 飞翼航空   | 巴淡岛   |
| 快速航空   | 丹戎槟榔 |